# Trichoglottis crociaria
Trichoglottis crociaria là một loài thực vật có hoa trong họ Lan. Loài này được Seidenf. miêu tả khoa học đầu tiên năm 1988.